# Agenzia europea per l'informazione e la consulenza giovanile
L'Agenzia europea per l'informazione e la consulenza giovanile (European Youth Information and Counselling Agency o ERYICA) nasce nel 1986 a Madrid a seguito del primo colloquio  europeo dei centri informagiovani del 1985, organizzato in Francia con la partecipazione delle rappresentanze di 18 paesi europei.
La missione di ERIYCA è di intensificare e migliorare la cooperazione a livello europeo nel campo dell'informazione e dei servizi ad essa delegati.
Mira a sviluppare e supportare politiche informative di qualità in tutta europa, in risposta ai bisogni giovanili.
La costituzione di ERIYCA indica tre obiettivi principali:
1. promuovere il rispetto della  Carta europea dell'informazione per i giovani
2. assicurare un coordinamento a livello europeo nel campo dell'informazione e del counselling
3. promuovere la costituzione di "un'arena Europea" in questo campo, sviluppando una rete di strutture europee di informazione e consulenza.